# Socket G34
Le Socket G34 est un support de processeur développé par AMD pour les processeurs de serveurs Opteron série 6000. Le G34 a été lancé le 29 mars 2010.

## Processeurs supportés

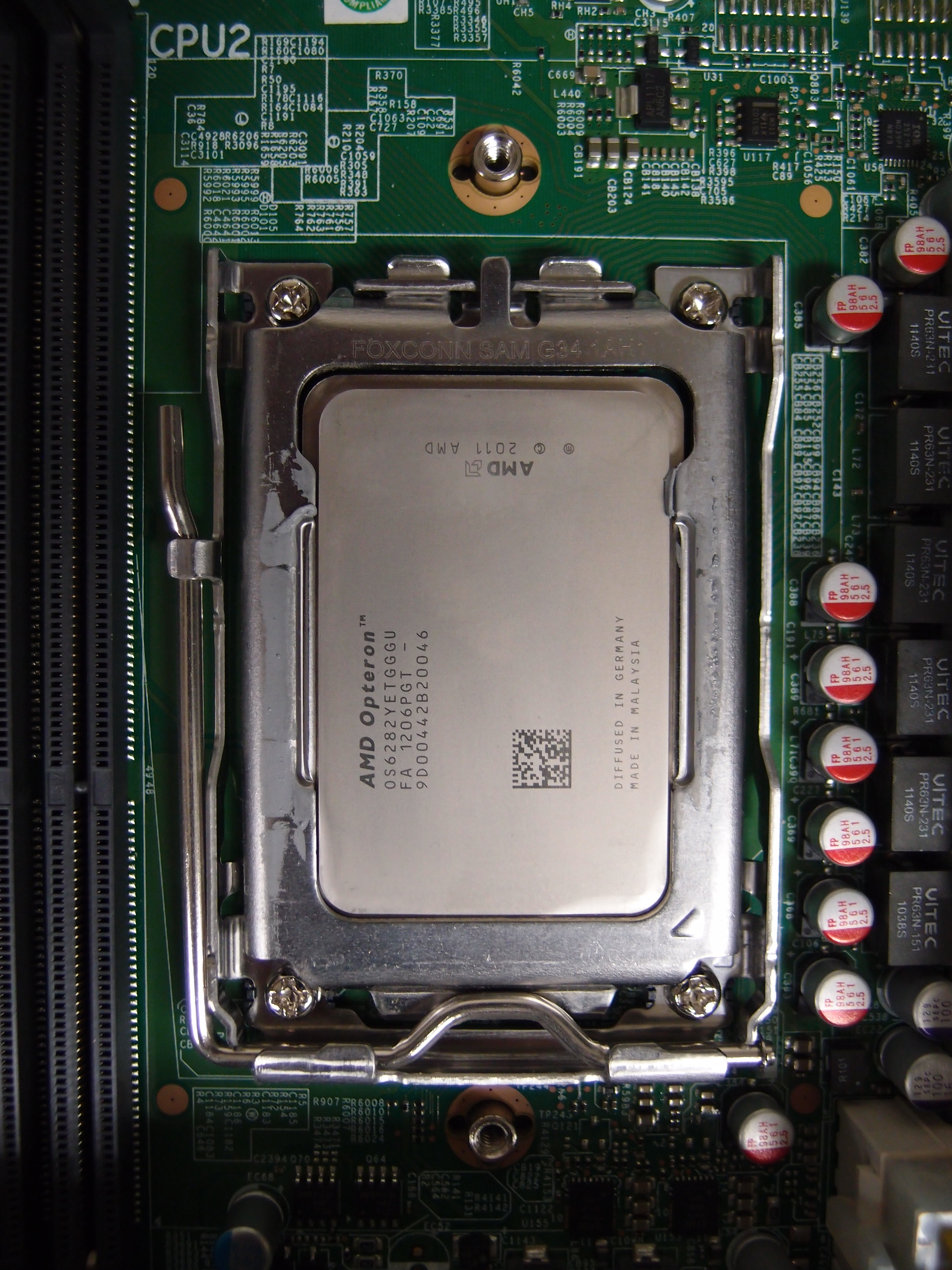
AMD Opteron 6282SE

Le socket G34 supporte les processeurs Opterons des séries 6100 "Magny-Cours" à base de K10 à 8 cœurs et 12 cœurs. Le socket G34 supporte également les processeurs "Interlagos" Bulldozer à 8, 12 et 16 cœurs, sortis en 2012.
Le socket G34 permet aux boîtiers de microprocesseur compatibles d'intégrer 2 puces, ses quatre canaux DDR3 permettent à chaque puce de disposer de deux canaux indépendants. Il peut être groupé au maximum par 4, alors que le Socket F supporte un arrangement par 8. Mais comme le Socket F limite les processeurs à un seul die, le nombre maximum de die possible reste de huit.